# Federación Republicana
La Federación Republicana (Fédération républicaine en francés) (1903-1940)) fue el gran partido de la derecha republicana liberal y conservadora en la III República Francesa. El otro gran partido de la derecha liberal, aunque más laico y centrista, fue la Alianza Republicana Democrática.
En las elecciones legislativas de 1919 formó parte de listas del Bloque Nacional.

## Resultados electorales
| Elecciones | # de votos     | % de escaños | # escaños | +/- | Gobierno              |
| ---------- | -------------- | ------------ | --------- | --- | --------------------- |
| 1906       | 1.864.557 (#2) | 21,16%       | 95/592    | 32a | Oposición             |
| 1910       | 1.881.997 (#2) | 22,26%       | 131/595   | 36  | Oposición (1910-1914) |
| 1910       | 1.881.997 (#2) | 22,26%       | 131/595   | 36  | Coalición (1914)      |
| 1914       | 1.588.075 (#1) | 18,84%       | 88/602    | 43  | Oposición (1914)      |
| 1914       | 1.588.075 (#1) | 18,84%       | 88/602    | 43  | Coalición (1914-1919) |
| 1919       | 1.819.691 (#1) | 22,33%       | 183/613   | 95  | Coalición             |
| 1924       | 3.190.831 (#1) | 35,35%       | 116/552   | 67  | Oposición (1924-1926) |
| 1924       | 3.190.831 (#1) | 35,35%       | 116/552   | 67  | Coalición (1926-1928) |
| 1928       | 2.082.041 (#2) | 21,99%       | 100/602   | 16  | Coalición (1928-1930) |
| 1928       | 2.082.041 (#2) | 21,99%       | 100/602   | 16  | Oposición (1930)      |
| 1928       | 2.082.041 (#2) | 21,99%       | 100/602   | 16  | Coalición (1930)      |
| 1928       | 2.082.041 (#2) | 21,99%       | 100/602   | 16  | Oposición (1930-1931) |
| 1928       | 2.082.041 (#2) | 21,99%       | 100/602   | 16  | Coalición (1931-1932) |
| 1932       | 1.233.360 (#4) | 12,88%       | 83/607    | 17  | Oposición (1932-1934) |
| 1932       | 1.233.360 (#4) | 12,88%       | 83/607    | 17  | Coalición (1934-1936) |
| 1932       | 1.233.360 (#4) | 12,88%       | 83/607    | 17  | Oposición (1936)      |
| 1936       | 1.642.326 (#3) | 16,77%       | 100/610   | 17  | Oposición             |

a Respecto al resultado conjunto de Republicanos Progresistas en 1902.
- Datos: Q179456
- Multimedia: Fédération républicaine / Q179456